# Daihatsu Atrai 7
Auf der 33. Tokyo Motor Show wurde der Minivan Daihatsu Atrai 7 erstmals vorgestellt und ab Juli 2000 war er im Handel erhältlich. Bei dem Modell handelte es sich um einen vergrößerten Daihatsu Atrai um im hinteren Überhang Platz für eine dritte Sitzreihe zu schaffen. Aufgrund der Eigenschaft von nun 2+2+3=7 Sitzplätzen erhielt er auch diesen Namenszusatz. Ab Oktober 2000 wurde er auch vom Mutterkonzern Toyota als Toyota Sparky vermarktet.
Als Antrieb kam ein 1,3-L-Reihenvierzylinder-Ottomotor mit anfänglich 66 kW (90 PS), später 68 kW (92 PS) zum Einsatz, dessen Kraft mit 5-Gang-Schaltgetriebe auf die Hinterräder übertragen wurde.
Optional war auch ein 4-Stufen-Automatikgetriebe und Allradantrieb erhältlich.
Speziell für kommerzielle Kunden wurde gleichzeitig mit Erscheinen des Toyota Sparky eine Version mit nur 5 Sitzen (2+3) und extra großem Kofferraum eingeführt.
Anfänglich war die Modellreihe ein großer Erfolg, ließ aber zunehmend im Verkauf nach.
Daher stellte man die Produktion der Modelle 2004 wieder ein.
Erst fast 4 Jahre später bediente man das Segment der in Japan beliebten 7-Sitzer auf Kleinwagenbasis mit dem Daihatsu Boon Luminas und dessen Schwestermodell Toyota Passo Sette wieder.

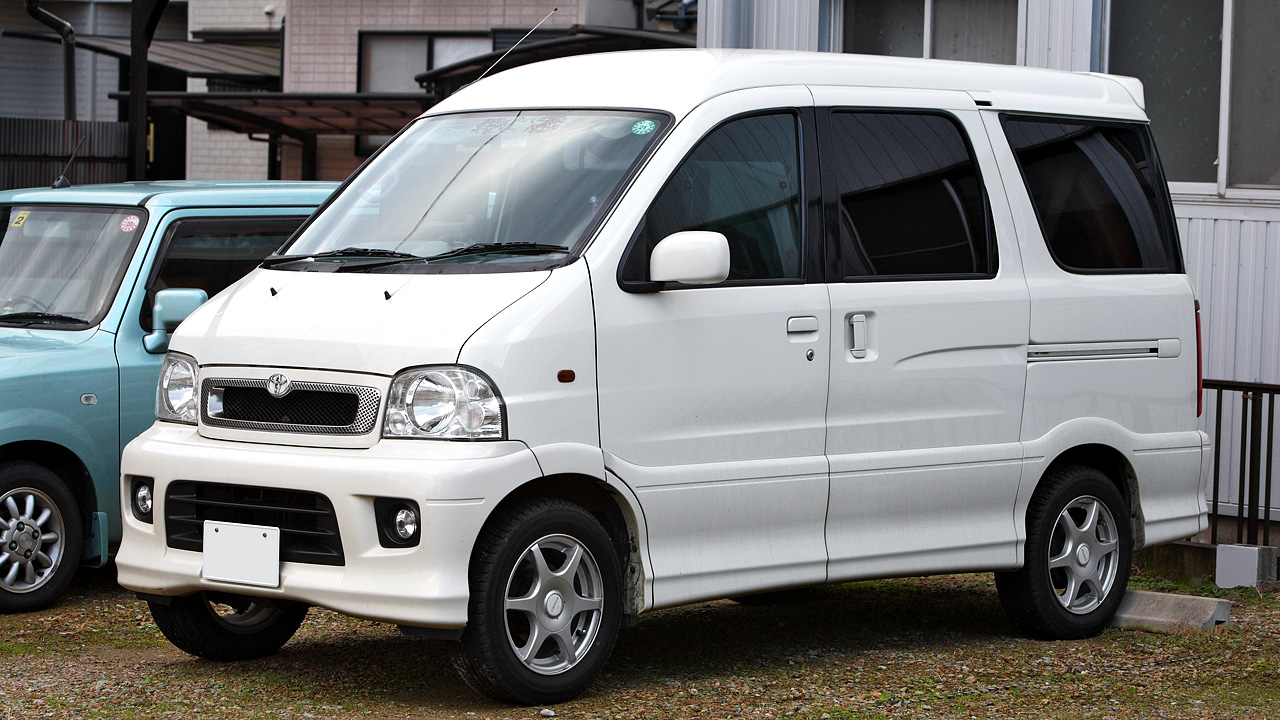
Toyota Sparky